# Trout Creek (Montana)
Trout Creek es un lugar designado por el censo ubicado en el condado de Sanders en el estado estadounidense de Montana. En el Censo de 2010 tenía una población de 242 habitantes y una densidad poblacional de 35,5 personas por km².

## Geografía
Trout Creek se encuentra ubicado en las coordenadas 47°50′3″N 115°35′1″O / 47.83417, -115.58361. Según la Oficina del Censo de los Estados Unidos, Trout Creek tiene una superficie total de 6.82 km², de la cual 4.78 km² corresponden a tierra firme y (29.9%) 2.04 km² es agua.

## Demografía
Según el censo de 2010, había 242 personas residiendo en Trout Creek. La densidad de población era de 35,5 hab./km². De los 242 habitantes, Trout Creek estaba compuesto por el 94.63% blancos, el 0% eran afroamericanos, el 2.07% eran amerindios, el 0.41% eran asiáticos, el 0% eran isleños del Pacífico, el 0% eran de otras razas y el 2.89% pertenecían a dos o más razas. Del total de la población el 0.83% eran hispanos o latinos de cualquier raza.